# アマル (インカ神話)

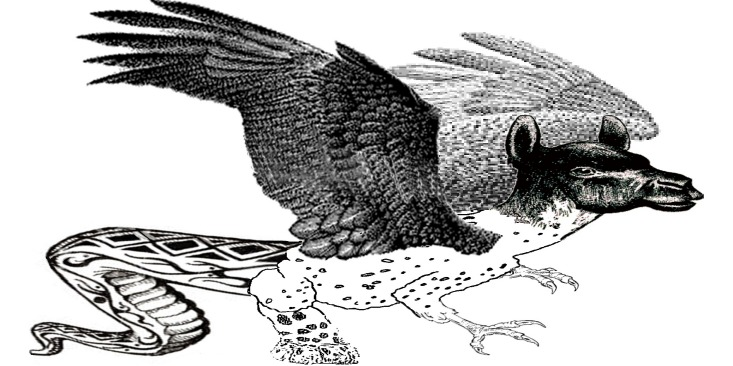
アマル

アマル（Amaru、Amaro）とはインカ神話に伝わる竜または蛇の事である。アマロとも言う。アマルはケチュア語でヘビまたは竜を指す。巨大な2つ首を持ち地下世界に住まう。鳥のような脚と翼をもつ。トゥパク・アマル（Tupaq Amaru）で「高貴な竜」又は「輝ける竜」という意味である。ボリビアにあるGate of the Sunのモチーフにもなった。アマルは地下世界からこの世へと、この世から地下世界へと世界を渡ることもできると信じられていた。